# Gianni Meurer
Gianni Meurer (* 19. Oktober 1974 in Bonn als Johannes Meurer) ist ein deutscher Schauspieler.

## Leben
Gianni Meurer wurde 1974 in Bonn geboren. Von 1992 bis 1995 absolvierte er eine Ausbildung an der Stage School Hamburg. Danach war er als Musicaldarsteller tätig und spielte in einigen Filmen mit.

## Filmografie
- 2002: Virtual Love
- 2002: Nach Dänemark
- 2004: Deed Poll
- 2005: Weltverbesserungsmaßnahmen
- 2005: Broadcast Killer
- 2007: Video Kings
- 2007: Gute Zeiten, schlechte Zeiten
- 2008: Richterin Barbara Salesch
- 2009: Heat
- 2009: Tatort: Borowski und die Sterne
- 2009: Chi l’ha visto
- 2009: Rosas Höllenfahrt
- 2015: Härte
- 2017: Mr. Rudolpo’s Jubilee
- 2018: Unzertrennlich nach Verona
- 2019: 36 Husbands
- 2020: Der göttliche Andere
- 2021: Wir bleiben Freunde
- 2022: Großstadtrevier